# ドワーフィ・ステイン

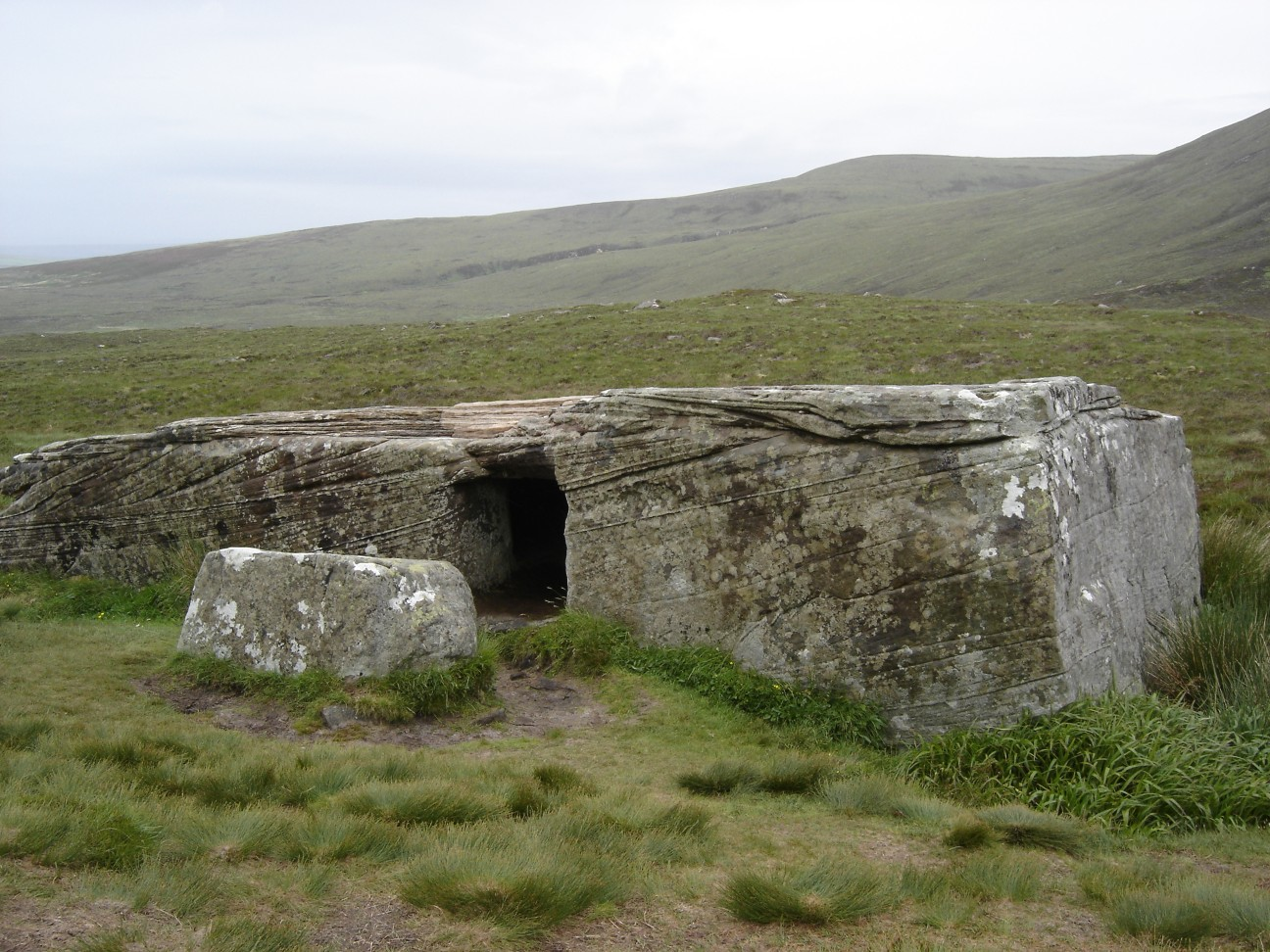

ドワーフィ・ステイン（Dwarfie Stane）は、スコットランドのオークニー諸島の1つホイ島に位置する、巨石で作られた遺跡（墓）である。この巨石は、デボン紀に形成された旧赤色砂岩でできており、これを彫ることによって人工的に作られた空洞が巨石内部に存在する。

## 概要
ドワーフィ・ステインは、ホイ島のかつて氷河が存在した谷に位置する遺跡（墓）である。おおよそ、北緯58度53分、西経3度18分付近に存在する。この遺跡の材料となっている旧赤色砂岩は迷子石、つまり、氷河によって別の場所からこの場所に運ばれてきた岩である。ドワーフィ・ステインは、この岩の一部を彫り込むことで岩の中に空洞が作られた墓である。ただし、岩を彫り込んだとはいえ、岩全体から見て一部を彫り込んだに過ぎない程度の加工ではある。しかしながら、このように岩の中に空洞を持った墓の遺跡というのは、ホイ島のみならず、オークニー諸島でも唯一知られている例である。それどころか、恐らくイギリス全体で見ても、新石器時代に岩を彫り込むという方法で作った墓の遺跡というのは、このドワーフィ・ステインが唯一の発見例である。もっとも、巨石を彫り込むという方式で作られているからドワーフィ・ステインは唯一なのであって、似たような構造の墓の遺跡ならば、オークニー諸島のあちらこちらで見つかっている。オークニー諸島で岩を彫り込むという作り方をしている墓が、なぜドワーフィ・ステイン以外に見つからないのかは判らないが、もしかしたら、一度試しにドワーフィ・ステインを作ってみたものの、旧赤色砂岩が硬過ぎて満足のゆく仕上がりにならなかったがために、他では岩を彫り込むということはしなかったのではないかという推察をしている者もいる。なお、ドワーフィ・ステインには、南ヨーロッパの墓の形態との類似点も見られる。これも直接の証拠がないために証明できないが、地中海周辺で石を加工して墓を作った人と、このドワーフィ・ステインを作った人とに、何らかのつながりがある可能性も考えられる。

## 構造
（英語版には、ドワーフィ・ステインの内部構造を描いた図が掲載されているので、そちらも参照のこと。）
ドワーフィ・ステインの材料となっている旧赤色砂岩の地上部は、だいたい直方体に近い形をしており、長さ約8.6m、幅約4m、高さ約2.5mである。この砂岩の西側に、1辺約1mのだいたい正方形に近い形をした入口が作られている。そこから砂岩の内側へ、長さ約2.2mの通路が存在する。その通路の両側に、それぞれ1つずつの部屋が作られている。片方の部屋は、約1.7mの奥行き。もう片方の部屋は、約1mの奥行きである。なお、通路も部屋も全て、その天井の高さは、約1mである。ちなみに、入口から見て右側、すなわち南側の部屋の隅には、岩が切り取られていない場所が存在する。これは未完成なのではなく、敢えて岩を切り取らないままにすることで、枕にしたのではないかと考えられている。
また上記の通り、ドワーフィ・ステインの入口は巨石の西側に存在するわけであるが、この入口は、元々石製の厚板（適切なサイズの岩）によって封鎖されていた。しかし、この入口を塞いでいた石製の厚板は移動させられており、現在はドワーフィ・ステインの入口の前に置かれている。
（なお、英語版には、ドワーフィ・ステインの入口と、その前に置かれている石製の厚板を撮影した写真が掲載されているので、興味のある人は、そちらも参照のこと。）

## 名称の由来
この遺跡にドワーフィ・ステイン（Dwarfie Stane）という名称が与えられたのは、ここにトロール（Trollid）というドワーフ（dwarf）が住んでいるという伝説が、この地方に存在するからである。

## 盗掘と落書き
かつてドワーフィ・ステインは、中の空洞の天井に穴を空けられ、盗掘を受けた。この盗掘目的の天井の穴が一体いつ頃空けられたものなのかは判らないものの、少なくとも16世紀には天井に穴があったという記録が残っている。なお、この天井の盗掘孔は、1950年代から1960年代にコンクリートを使用して修理された。
また、ドワーフィ・ステインの岩に落書きを刻み込んだ者も存在する。それはWilliam H. Mounseyという者で、彼はペルシャ語で「私はここに2日間座り、忍耐力を習得した」という意味のことを、1850年に刻み込んだ。この文字は、そのまま残っている。
（なお、英語版には、この落書きを撮影した写真が掲載されているので、興味のある人は、そちらも参照のこと。）